# 11532 Gullin
11532 Gullin este un asteroid din centura principală de asteroizi.

## Descriere
11532 Gullin este un asteroid din centura principală de asteroizi. A fost descoperit pe 1 martie 1992 la Observatorul La Silla în cadrul programului UESAC. Asteroidul prezintă o orbită caracterizată de o semiaxă mare de 2,89 ua, o excentricitate de 0,05 și o înclinație de 3,2° în raport cu ecliptica.